# Natalija Wdowina
Natalija Giennadijewna Wdowina (Czernowa) (ros. Наталия Геннадиевна Вдовина (Чернова), ur. 12 stycznia 1969 w Biłohirśku) – rosyjska aktorka teatralna (Rosyjski Państwowy Teatr "Satirikon" im. Arkadija Rajkina w Moskwie) i filmowa.
W 1990 ukończyła Wyższą Szkołę Teatralną im. M.C. Szczepkina.

## Wybrana filmografia
- 1995: Letni ludzie
- 2003: Powrót jako matka
- 2006: Z odzysku jako Katia

## Nagrody i odznaczenia
Ludowy Artysta Federacji Rosyjskiej (2021).